# TCEC
TCEC, celým názvem Top Chess Engine Championship je turnaj šachových enginů vzniklý v roce 2010. TCEC je často považován za neoficiální mistrovství světa šachových počítačů, jelikož se jej účastí většina špičky šachových enginů. Hraje se na vysoce výkonném hardware.
Od roku 2014 běží turnaj nepřetržitě 24 hodin denně. K dubnu 2024 proběhlo celkem 25. sezon turnaje, zároveň se uskutečnilo třináct pohárů (Cup), šest turnajů hraných švýcarským systémem a šest turnajů ve Fischerových šachách.

## Způsob hraní
Každá sezona TCEC trvá vždy několik měsíců, přičemž startovní pole je rozděleno do několika skupin. Postupně jsou jednotlivé enginy vyřazovány, až se dva z nich utkají v superfinále. Superfinále se hraje na 100 šachových partií.
Téměř všechny enginy běží na stejném hardware, a nepočítají varianty, pokud je na tahu soupeř. Organizátoři také vybírají zahájení, která motory budou hrát, aby nedocházelo k neustálému opakování určitých zahájení. Motory využívají databáze koncovek. 

## Výsledky
| Sezóna         | Datum                     | Vítěz                    | verze                        | Druhý v pořadí           | verze                             | Výsledek superfinále     |
| -------------- | ------------------------- | ------------------------ | ---------------------------- | ------------------------ | --------------------------------- | ------------------------ |
| TCEC Season 1  | Prosinec 2010 – únor 2011 | Houdini                  | 1.5a                         | Rybka                    | 4.0                               | + 12 = 23 - 5            |
| TCEC Season 2  | Únor – Duben 2011         | Houdini                  | 1.5a                         | Rybka                    | 4.1                               | + 9 = 26 - 5             |
| TCEC Season 3  | Duben – Květen 2011       | N/A (sezóna nedokončena) | N/A (sezóna nedokončena)     | N/A (sezóna nedokončena) | N/A (sezóna nedokončena)          | N/A (sezóna nedokončena) |
| TCEC Season 4  | Leden – Květen 2013       | Houdini                  | 3                            | Stockfish                | 250413                            | + 6 = 38 - 4             |
| TCEC Season 5  | Srpen – Prosinec 2013     | Komodo                   | 1142                         | Stockfish                | 191113                            | + 10 = 30 - 8            |
| TCEC Season 6  | Únor – Květen 2014        | Stockfish                | 170514                       | Komodo                   | 7x                                | + 13 = 45 - 6            |
| TCEC Season 7  | Září – Prosinec 2014      | Komodo                   | 1333                         | Stockfish                | 141214                            | + 7 = 53 - 4             |
| TCEC Season 8  | Srpen – Listopad 2015     | Komodo                   | 9.3x                         | Stockfish                | 021115                            | + 9 = 89 - 2             |
| TCEC Season 9  | Květen – Prosinec 2016    | Stockfish                | 8                            | Houdini                  | 5                                 | + 17 = 75 - 8            |
| TCEC Season 10 | Říjen – Prosinec 2017     | Houdini                  | 6.03                         | Komodo                   | 1970.00                           | + 15 = 76 - 9            |
| TCEC Season 11 | Leden – Duben 2018        | Stockfish                | 260318                       | Houdini                  | 6.03                              | + 20 = 78 - 2            |
| TCEC Season 12 | Duben – Červenec 2018     | Stockfish                | 180614                       | Komodo                   | 12.1.1                            | + 29 = 62 - 9            |
| TCEC Season 13 | Srpen – Listopad 2018     | Stockfish                | 18102108                     | Komodo                   | 2155.00                           | + 16 = 78 - 6            |
| TCEC Season 14 | Listopad 2018 – Únor 2019 | Stockfish                | 190203                       | LCZero                   | v0.20.2-32930                     | + 10 = 81 - 9            |
| TCEC Season 15 | Březen – Květen 2019      | LCZero                   | v0.21.1-nT40.T8.610          | Stockfish                | 19050918                          | + 14 = 79 - 7            |
| TCEC Season 16 | Červenec – Říjen 2019     | Stockfish                | 19092522                     | AllieStein               | v0.5-dev_7b41f8c-n11              | + 14 = 81 - 5            |
| TCEC Season 17 | Leden – Duben 2020        | LCZero                   | v0.24-sv-t60-3010            | Stockfish                | 20200407                          | + 17 = 71 - 12           |
| TCEC Season 18 | Květen 2020 – Červen 2020 | Stockfish                | 202006170741                 | LCZero                   | v0.25.1-svjio-t60-3972-mlh        | + 23 = 61 - 16           |
| TCEC Season 19 | Srpen 2020 – Říjen 2020   | Stockfish                | 202009282242_nn-baeb9ef2d183 | LCZero                   | v0.26.3-rc1_T60.SV.JH.92-190      | + 18 = 73 - 9            |
| TCEC Season 20 | Prosinec 2020 – Únor 2021 | Stockfish                | 20210113                     | LCZero                   | 0.27.0d-Tilps-dje-magic_JH.94-100 | + 14 = 78 - 8            |

### Další turnaje TCEC
| Turnaj               | Datum                  | Vítěz                                | Druhý                               |
| -------------------- | ---------------------- | ------------------------------------ | ----------------------------------- |
| TCEC Season 6 FRC5   | Červen – Červenec 2014 | Stockfish 260614                     | Houdini 4                           |
| TCEC Season 9 Rapid  | Září 2016              | Houdini 200716                       | Komodo 1692.19                      |
| TCEC Season 10 Rapid | Prosinec 2017          | Stockfish 051117                     | Houdini 6.03                        |
| TCEC Season 10 Blitz | Prosinec 2017          | Komodo 1959.00                       | Stockfish 051117                    |
| TCEC Cup 1           | Říjen 2018             | Stockfish 270918                     | Houdini 6.03                        |
| TCEC Cup 2           | Leden 2019             | LCZero v0.20.1-32742                 | Houdini 6.03                        |
| TCEC Cup 3           | Květen 2019            | LCZero v0.21.1-nT40.T6.532           | Stockfish 19042711                  |
| TCEC Cup 4           | Říjen 2019             | Stockfish 19100908                   | LCZero v0.22.0-nT2                  |
| TCEC Cup 5           | Duben 2020             | Stockfish 202004181536               | LCZero v0.24-sv-t60-3010            |
| TCEC Cup 6           | Červenec 2020          | AllieStein v0.7_dev2-net_15.0        | LCZero v0.26.0_sv-t60-4229-mlh_opt2 |
| TCEC Cup 7           | Listopad2020           | Stockfish 2020102823_nn-2eb2e0707c2b | LCZero v0.26.3_T60.SV.JH.92-270     |
| TCEC Cup 8           | Únor 2021              | Stockfish 202102202249               | LCZero 0.27.0-pr1509_JH.94-100      |

## Statistiky
| Pořadí | Motor     | Počet účastí | Počet partií | W (%) | D (%) | L (%) | Bodů   | Bodů/partii | Účast ve finále | Počet vítězství |
| ------ | --------- | ------------ | ------------ | ----- | ----- | ----- | ------ | ----------- | --------------- | --------------- |
| 1      | Stockfish | 15           | 1771         | 27.33 | 65.56 | 7.11  | 1064.5 | 0.601       | 15              | 9               |
| 2      | Houdini   | 15           | 1264         | 25    | 63.69 | 11.31 | 718.5  | 0.568       | 6               | 4               |
| 3      | Komodo    | 15           | 1412         | 25.92 | 64.31 | 9.77  | 820    | 0.581       | 7               | 3               |
| 4      | LCZero    | 5            | 452          | 23.67 | 64.60 | 11.73 | 253    | 0.560       | 4               | 2               |